# ひつこいんだから
『ひつこいんだから』は、中崎タツヤによる日本の漫画短編集。単行本は全1巻。ページ中盤辺りで昔の作品が載るため、作風が変わる。

## 収録されている主な話
団らん
一家団欒の最中、強盗が押しかけてきた。その時親父の取った行動とは…。
非常識とは
あるアパートに住む一家の隣りに引っ越してきた入居者に常識があるかどうか確かめるために、一家の夫婦が取った行動とは…。
駆ける
一家が地下鉄に乗ろうとするが、走らないと間に合わないためダッシュする。
人命救助
男が溺れている少年をサメから助ける。報道陣が男の家に駆け寄る。しかし、男は取材に応じない。すると…。
自分の考え
犯罪を犯した家に石を投げ、野次を飛ばす連中の一人にある男が説教をする。
マンションを買う
一家の主人が「中古のマンションでも買おうか」と言ったことから、じじい、嫁、子供の熾烈な物件探しが始まる。
いきなり
そば屋に雇ってもらうべく、男がやってきた。その男の野望とは…。
人間の幸せ
少年が先生にどうなれば幸せになれるかと問う。先生の答えとは…。
旅の親子
吹雪の中歩く旅の親子、ようやく見つけた民家に宿を頼む、すると…
転機
夜中の公園で女が2人の男に襲われようとしていたそれをみていた一人のおっさんが今立ち上がる！
目撃者
公園で起こった殺人事件しかし目撃者の子供、じじい、酔っ払いの男その全員の証言が違っていた・・
カボチャ女
ある女があったことのある女とばったり会うしかしどこであったかがわからない二人そこへ、ある女の旦那がやってきて・・
いいんだろーか
水辺にうずくまる女性を男が家までおぶってあげたお礼に女性の家に一泊することになるが・・
乗れない
キャンプに来ていた少年が見つけたものとは・・
孤独
野球観戦に来た親子しかし思わぬトラブルが発生する
これだっ！！
もし人が物を食べるのを恥ずかしがってセックスを恥ずかしがらなかったら？というお話
問われる愛
駆け落ちした男女がようやく見つけた物件は線路のすぐ隣、テレビも映らない、そしてさらに・・
家族のきずな
強盗に捕まった娘のために親父が強盗の要求を呑むその要求とは・・
にがいコーヒー
ある社員が気難しい部長とコーヒーを飲むことになったが・・
転職
ある会社員が今の仕事にうんざりし、ミュージカルスターになると言い出すそれを聞いた妻の反応は・・
別れどき
あるカップルの女が男にいつになったら結婚してくれるのかと問う、しかし男は結婚はしないと言うそれを聞いた女が言った一言とは・・

## 単行本
- 1995年2月発売 廣済堂出版 ISBN 978-4331504642